# Anci
Anci, tidigare romaniserat Antze, är ett stadsdistrikt och säte för stadsfullmäktige i  Langfang i Hebei-provinsen i norra Kina. Det ligger omkring 50 kilometer sydost om huvudstaden Peking. 
Distriktet var tidigare ett härad med samma namn, men utgör idag stadskärnan i Langfang.